# Freikorps Havelland
Freikorps Havelland war eine rechtsterroristische Vereinigung in Brandenburg. Die Gruppe verübte zehn Anschläge gegen Ausländer und deren Geschäfte. Im März 2005 wurden die Mitglieder der Gruppe zu Haftstrafen zwischen acht Monaten und vier Jahren verurteilt.

## Anschläge
Im August 2003 begann die Anschlagserie mit einem versuchten Brandanschlag von zwei Mitgliedern auf einen Asia-Imbisswagen. Darauf folgten etliche weitere Brandanschläge. Anführer der Gruppe war ein damals 19-jähriger Abiturient. Die elf jungen Männer verübten bis Mai 2004 zehn Brandanschläge in Nauen, Falkensee, Schönwalde und Brieselang. Der Gesamtschaden belief sich auf rund 800.000 Euro. Den verheerendsten Anschlag verübte die Gruppe am 31. August 2003 in Nauen: Das Feuer, das die Täter morgens an einem Asia-Imbisswagen gelegt hatten, griff auf angrenzende Gebäude über. Ein Supermarkt brannte völlig aus. Ein Getränkeshop und ein vietnamesischer Textilhandel brannten dabei ebenfalls nieder.
Die zehn Attacken zielten ausschließlich auf Imbisswagen, Restaurants oder Geschäfte ausländischer Betreiber.

## Prozess
Der Rädelsführer wurde im März 2005 vor dem OLG Brandenburg zu viereinhalb Jahren Haft, mehrere Mittäter zu Bewährungsstrafen zwischen acht Monaten und zwei Jahren verurteilt. Laut dem Gericht hatten die Männer das Freikorps mit dem Ziel gegründet, Ausländer durch Anschläge zu vertreiben. „Wenn sich elf junge Männer zu einer Vereinigung zusammenschließen, «um das Havelland von Ausländern zu säubern», ist das terroristisch“, schrieb das Gericht in der Urteilsbegründung.
Die Urteile gegen mehrere Mitglieder des rechtsextremen „Freikorps Havelland“ wegen der Gründung einer terroristischen Vereinigung wurden vom Bundesgerichtshof bestätigt.

## Nachwirkung
2014, zehn Jahren nach dem Ende des "Freikorps" organisierte das "Bündnis gegen Rechts" im Foyer des Kreishauses in Nauen eine Ausstellung zu diesem Teil der Havelländer Geschichte.